# Nelu-Valentin Badea
Nelu-Valentin Badea (n. 18 ianuarie 1988) este un politician român, ales în 2024 deputat din partea partidului Alianța pentru Unirea Românilor (AUR).

## Carieră politică (2024–prezent)
În urma alegerilor parlamentare din 2024 pe 1 decembrie, Badea a fost ales membru al Camerei Deputaților, în circumscripția nr. 37 Timiș, preluând mandatul pe 21 decembrie. Ca deputat este membru al Comisiei pentru transporturi și infrastructură. În plus, Badea face parte din grupurile parlamentare de prietenie pentru Sudan, Belgia și Țările de Jos.